# جانگ یونگ نام
جانگ یونگ نام (کره‌ای: 장영남؛ زادهٔ ۲۵ نوامبر ۱۹۷۳) بازیگر اهل کره جنوبی است. او حرفه خود را به عنوان بازیگر تئاتر آغاز کرد و سپس نقش‌های مکمل در فیلم‌ها و مجموعه‌های تلویزیونی ایفا کرد.